# Webnews

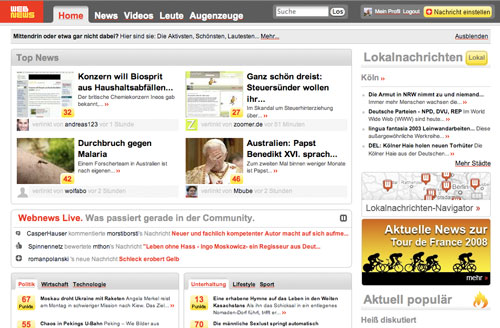
Screenshot Webnews Startseite

Webnews war eine deutschsprachige Social News Community. Webnews wurde im November 2006 von Stefan Vosskötter und Thorsten Lüttger gegründet. Betrieben wurde das Portal von der best webnews GmbH in Köln.

## Positionierung
Seit Februar 2007 war Holtzbrinck Ventures, ein Unternehmen der Verlagsgruppe Georg von Holtzbrinck, an Webnews beteiligt. Durch die Verbindung zu Holtzbrinck wurden in sämtliche Online-Medien der Gruppe ein Webnews-Button integriert, darunter auch studiVZ.
Seit September 2007 besteht außerdem eine Partnerschaft mit T-Online, die eine Integration von Webnews in das T-Online Portal beinhalten. Das Angebot von Webnews ist ebenfalls über die Subdomain webnews.t-online.de verfügbar.
Seit 2008 werden die Lokalnachrichten von Webnews auf meinestadt.de eingeblendet.
Im Oktober 2008 hat die ProSiebenSat.1 Media AG eine Mehrheitsbeteiligung von 67 Prozent an Webnews von Holtzbrinck Ventures übernommen, mit der Option das Social News Portal zu einem späteren Zeitpunkt komplett zu übernehmen.

## Angebot und Funktionen
Grundfunktionen
Registrierte Mitglieder haben auf der Webnews-Plattform die Möglichkeit Nachrichten zu bewerten und zu kommentieren, Nachrichten selbst zu erstellen (Augenzeuge) oder auf externe Nachrichtenquellen zu verlinken.
Bürgerjournalismus
Seit Anfang 2008 positioniert sich Webnews verstärkt als Plattform für Bürgerjournalismus. Mitglieder können nicht nur eigene Beiträge auf der Plattform direkt verfassen, sondern diese auch als Lokalnachricht einem bestimmten Ort zuweisen.
Bewertungssystem
Die Bewertung der Inhalte erfolgt auf Grundlage eines internen Bewertungssystems, bei dem durch Click-Rating und Kommentierung der Inhalt bewertet wird. 

## Einstellung
Am 5. April wurde im Newsletter an die Mitglieder angekündigt, dass der Dienst zum 16. Mai 2016 eingestellt wird.